# 挂绿广场
23°17′35″N 113°49′41″E / 23.29318°N 113.82815°E

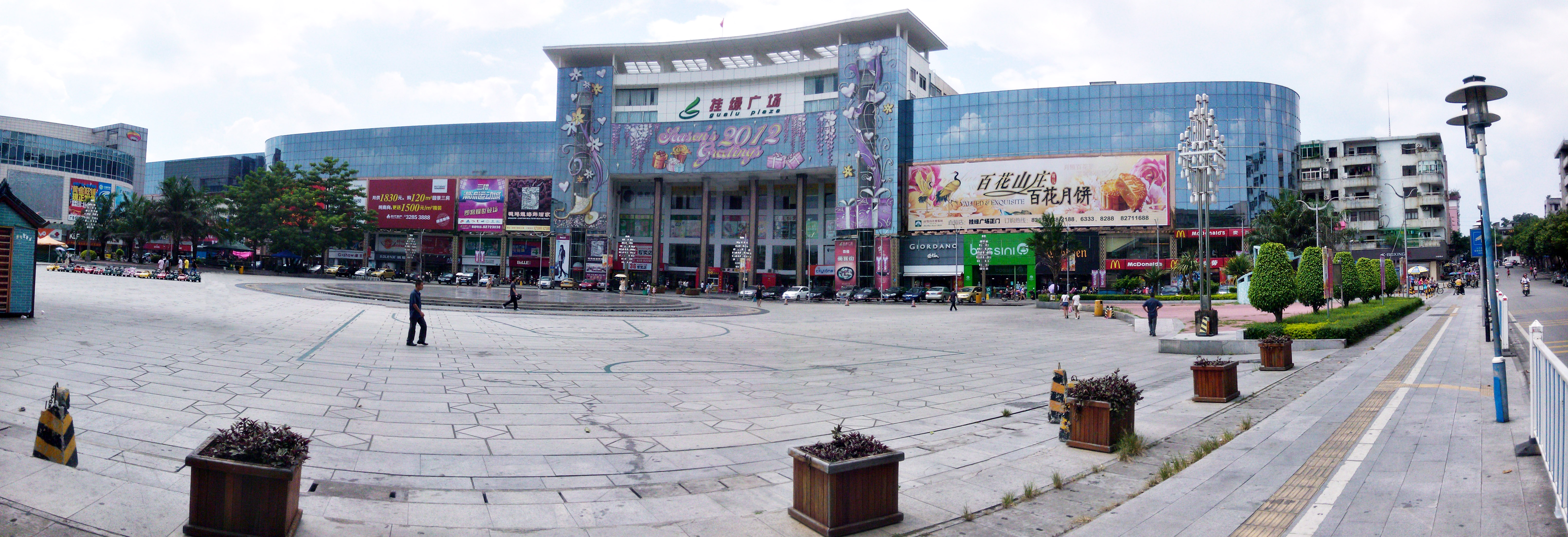
挂绿广场

挂绿广场（Gualv Square）是中国广东省广州市增城区的一个广场，挂绿广场位于荔城大道挂绿路，属于荔城街的商业中心。

## 历史
广场原所在地据增城县记上记载，为西园，广场因享誉中外的挂绿荔枝母树就位于广场中央而得名。广场于2000年由商人李晓刚投资建成，广场规划总用地面积约为45900平方米，建筑面积约为38000平方米。

## 扩建
广场于2009年进行扩建，新增了时代广场和地王广场。